# Marion Dougherty
Marion Caroline Dougherty (Hollidaysburg, 9 febbraio 1923 – New York City, 4 dicembre 2011) è stata una casting director statunitense.

## Biografia
Nel 1963, la Dougherty mise su a New York la sua compagnia di casting. Divenne celebre per il fatto che sceglieva gli attori in base alle loro abilità piuttosto che per il loro aspetto.
Nel 1991 molti attori come Woody Allen, Clint Eastwood e Al Pacino cercarono di convincere, senza successo, l'Academy a conferirle un Oscar alla carriera.
È morta a New York il 4 dicembre 2011 all'età di 88 anni.

## Filmografia parziale
- La vita privata di Henry Orient (The World of Henry Orient), regia di George Roy Hill (1964)
- Hawaii, regia di George Roy Hill (1966)
- Me, Natalie, regia di Fred Coe (1969)
- Mattatoio 5 (Slaughterhouse-Five), regia di George Roy Hill (1972)
- Lenny, regia di Bob Fosse (1974)
- Il giorno della locusta (The Day of the Locust), regia di John Schlesinger (1975)
- In cerca di Mr. Goodbar (Looking for Mr. Goodbar), regia di Richard Brooks (1977)
- Fuga da Alcatraz (Escape from Alcatraz), regia di Don Siegel (1979)
- Urban Cowboy, regia di James Bridges (1980)
- Il mondo secondo Garp (The World According to Garp), regia di George Roy Hill (1982)
- Firefox - Volpe di fuoco (Firefox), regia di Clint Eastwood (1982)
- Ladyhawke, regia di Richard Donner (1985)
- Arma letale (Lethal Weapon), regia di Richard Donner (1987)
- Full Metal Jacket, regia di Stanley Kubrick (1987)
- Ragazzi perduti (The Lost Boys), regia di Joel Schumacher (1987)
- Fuori dal tunnel (Clean and Sober), regia di Glenn Gordon Caron (1988)
- Gorilla nella nebbia (Gorillas in the Mist), regia di Michael Apted (1988)
- Arma letale 2 (Lethal Weapon 2), regia di Richard Donner (1989)
- Batman, regia di Tim Burton (1989)
- Gremlins 2 - La nuova stirpe (Gremlins 2: The New Batch), regia di Joe Dante (1990)
- L'ultimo boy scout (The Last Boy Scout), regia di Tony Scott (1991)
- Batman - Il ritorno (Batman Returns), regia di Tim Burton (1992)
- Arma letale 3 (Lethal Weapon 3), regia di Richard Donner (1992)
- L'uomo senza volto (The Man Without a Face), regia di Mel Gibson (1993)
- Un giorno di ordinaria follia (Falling Down), regia di Joel Schumacher (1993)
- Love Affair - Un grande amore (Love Affair), regia di Glenn Gordon Caron (1994)
- Maverick, regia di Richard Donner (1994)
- Assassins, regia di Richard Donner (1995)
- Ipotesi di complotto (Conspiracy Theory), regia di Richard Donner (1997)
- Arma letale 4 (Lethal Weapon 4), regia di Richard Donner (1998)